# Falu lasarett

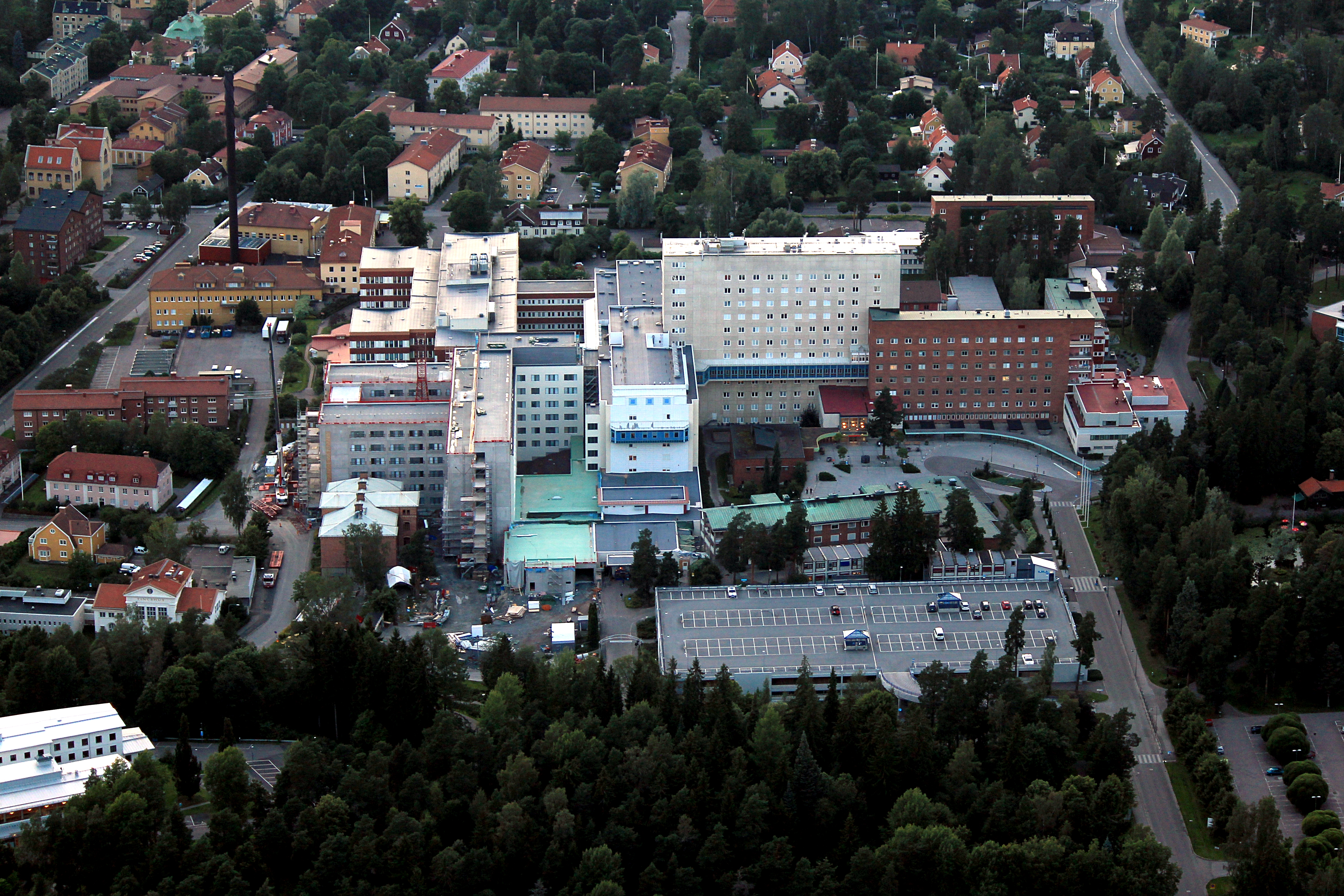
Falu lasarett år 2012, sett från sydost.

Falu lasarett är ett sjukhus i Falun grundat 1695 som sjukstuga vid Falu koppargruva. Med sina tolv vårdplatser var anläggningen Sveriges första akutmottagning.
År 1897 delades lasarettet upp i en avdelning för medicinsk diagnostik och en för kirurgi, något som kan ses som starten för det moderna, nuvarande systemet med länssjukhus inom länssjukvården.